# Alois Stenzel
Alois Stenzel SJ (* 1. Januar 1917 in Reichenstein, Kreis Frankenstein, Provinz Schlesien; † 11. Oktober 2013 in Köln) war ein deutscher römisch-katholischer Theologe.

## Leben
Er trat 1936 in das Noviziat der Ostdeutschen Provinz des Jesuitenordens in Mittelsteine, Landkreis Glatz ein. Die ordensübliche Ausbildung führte ihn durch die Kriegswirren hindurch nach Pullach, wo er 1947 zum Priester geweiht wurde, Büren (Westfalen), wo die Theologische Fakultät des Ordens ihr Exil gefunden hatte, und ins belgische Wépion. Von 1952 bis 1954 absolvierte er ein Aufbaustudium an der Päpstlichen Universität Gregoriana in Rom, wo er mit einer Arbeit über Cultus publicus. Ein Beitrag zum Begriff und ekklesiologischen Ort der Liturgie zum Doktor der Theologie promoviert wurde. 1952 wechselte er an die Theologische Fakultät der Universität Innsbruck, um seine Studien bei dem Liturgiehistoriker Josef Andreas Jungmann SJ fortzusetzen. Seit 1953 lehrte er an der Theologischen Fakultät des Jesuitenordens in Frankfurt am Main, die später in der PTH Sankt Georgen aufging. Wie andere Sankt Georgener Professoren seiner Generation war er auf dem Zweiten Vatikanischen Konzil als Mitglied des Rats (consilium) zur Durchführung der Liturgiekonstitution und des Coetus (Versammlung) für die Sakramente präsent. Mit seiner Emeritierung im Jahr 1985 endete die Lehrtätigkeit in Sankt Georgen. Während der nächsten 15 Jahre wirkte er als Hausgeistlicher im Seniorenheim der Armen-Schwestern vom heiligen Franziskus in der Langen Straße in Frankfurt am Main. Seit 2000 war er selber Senior in einem der Seniorenheime seines Ordens, zunächst in Münster, und von 2002 an in der Seniorenkommunität Friedrich Spee im Caritas-Altenzentrum St. Josef-Elisabeth in Köln-Mülheim, wo er in der Nacht zum 11. Oktober 2013 im Alter von 96 Jahren verstarb. Stenzel wurde in einer Gemeinschaftsgrabstätte der Jesuiten auf dem Kölner Melaten-Friedhof beigesetzt.

## Schriften (Auswahl)
- Cultus publicus. Ein Beitrag zum Begriff und ekklesiologischen Ort der Liturgie. In: Zeitschrift für katholische Theologie, Bd. 75 (1953), S. 174–214.
- Cyprian und die "Taufe im Namen Jesu". In: Scholastik, Bd. 30 (1955), S. 372–387
- Die Taufe. Eine genetische Erklärung der Taufliturgie (= Forschungen zur Geschichte der Theologie und des innerkirchlichen Lebens, Bd. 7/8). Rauch, Innsbruck 1958.
- Vollzugsweisen der Vermittlung. In: Hans Urs von Balthasar (Hrsg.): Die Grundlagen heilsgeschichtlicher Dogmatik. Benziger, Einsiedeln 1965, S. 606–621.
- Der Gottesdienst der in Christus versammelten Gemeinde. In: Wolfgang Beinert (Hrsg.): Das Heilsgeschehen in der Gemeinde. Bd. 2. Benziger, Einsiedeln 1973, S. 18–45, ISBN 3-545-22070-2.